# Kościół św. Tomasza Apostoła w Krakowie
Kościół św. Tomasza Apostoła – zabytkowy rzymskokatolicki kościół konwentualny duchaczek, znajdujący się w Krakowie, w dzielnicy I Stare Miasto przy ulicy Szpitalnej 14, na rogu z ulicą św. Tomasza 23, na Starym Mieście. 
Świątynia podlega administracyjnie parafii bazyliki Mariackiej.

## Historia
Kościółek ten powstał na początku XVII wieku. Wcześniej na tym miejscu znajdował się drewniany zbór braci polskich, zburzony podczas rozruchów antyprotestanckich 23 maja 1591 r. 18 października 1618 r. Wespazjan Piotrowski ofiarował znajdującą się na miejscu dawnego zboru kamienicę karmelitom z Piasku, którzy chcąc posiadać siedzibę w mieście, przerobili ją na kościół filialny. Konsekracji świątyni pod wezwaniem świętego Tomasza Apostoła dokonał biskup Tomasz Oborski 24 września 1621 r. Nowy patron nie był wybrany przypadkowo – w dobie kontrreformacji często zdarzało się, że w miejscach dawnych zborów powstawały kościoły lub kaplice, którym patronował św. Tomasz Apostoł. Karmelici opuścili to miejsce w 1787 r., prawdopodobnie po pożarze kościoła.

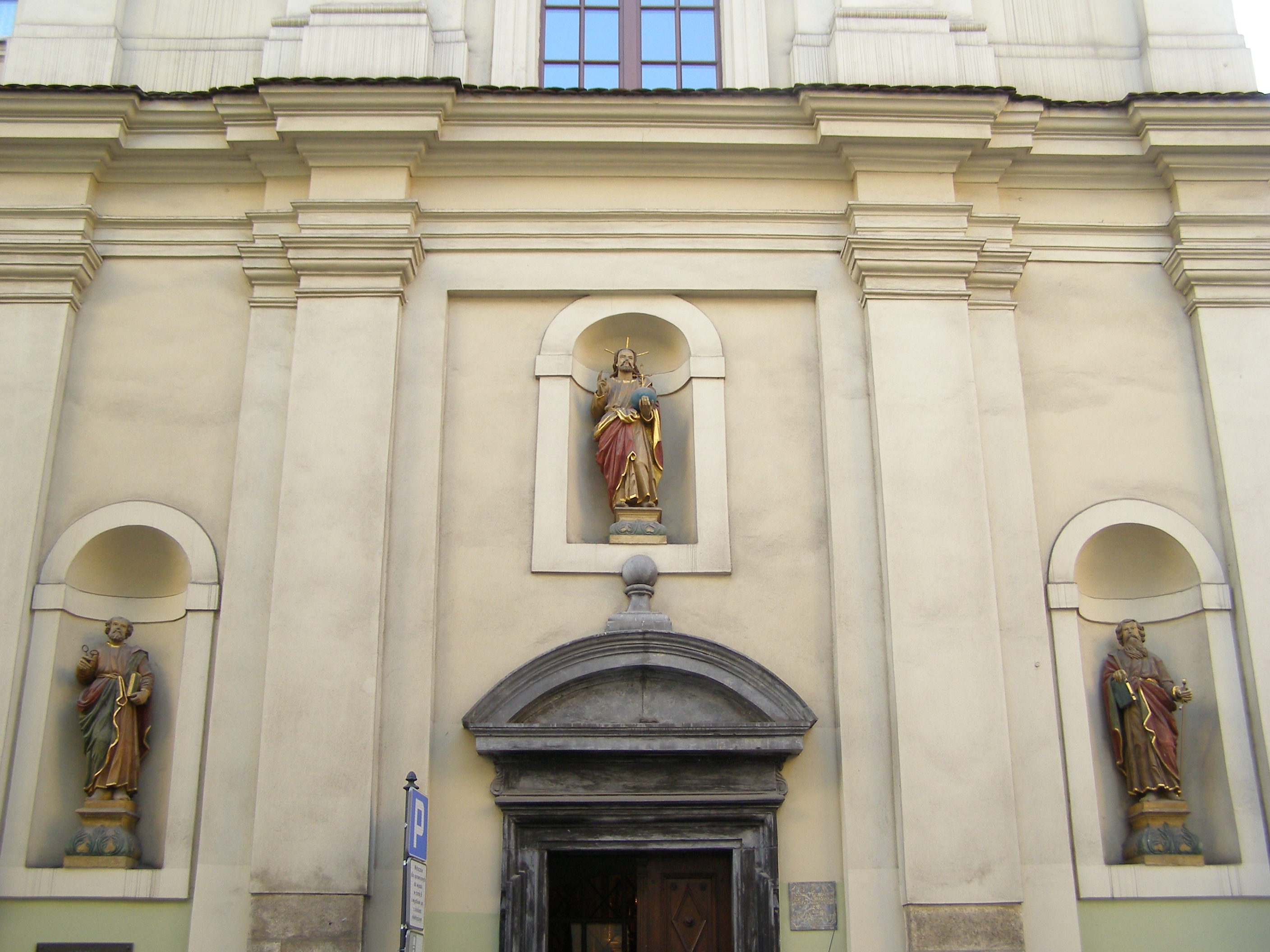
Fragment fasady świątyni

Nowym gospodarzem kościoła i klasztoru od 1800 r. stały się kanoniczki, zajmujące się chorymi w pobliskim szpitalu św. Ducha. Zamieszkały w tym miejscu w 1851 r., nieco wcześniej w 1828 r. dokonano stosownych adnotacji urzędowych w księgach wieczystych przekazując kościół i przylegającą do niego od południa kamienicę mieszczącą klasztor na własność duchaczek. Kościół przeszedł gruntowną konserwację w 1963 r. Od 2018 znajdują się w nim doczesne szczątki Czcigodnej Służebnicy Bożej Siostry Emanueli Kalb.

## Wnętrze
Kościół jest budowlą wczesnobarokową, jednonawową, trójprzęsłową, nakrytą sklepieniem kolebkowym z lunetami. Fasada świątyni jest dwukondygnacyjna, portal prowadzący do wnętrza wykonano z marmuru dębnickiego w I. połowie XVII w. Ponad nim w niszach umieszczone zostały kamienne posągi Chrystusa oraz św. Piotra i św. Pawła z tego samego okresu, pierwotnie pokryte polichromią usuniętą w 1933 r. 
W niewielkiej kruchcie znajduje się barokowa figura Jezusa Miłosiernego, przeniesiona tutaj z kościoła św. Ducha. 
W ołtarzu głównym znajduje się wizerunek Matki Boskiej Szkaplerznej, w okresie nowenny do Ducha Świętego zasłaniany obrazem przedstawiającym zesłanie Ducha Świętego autorstwa Jana Bąkowskiego namalowanym w 1932 r. 
Po lewej stronie w ołtarzu bocznym znajduje się krucyfiks z połowy XVII wieku umieszczony na tle obrazu z widokiem Jerozolimy, on także został przeniesiony z kościoła św. Ducha, a tradycja związała go z osobą zmarłej w opinii świętości s. Nimfy Suchońskiej (1688-1709), która wsławiła się ratowaniem ofiar zarazy z lat 1707-1709. Siostra Nimfa sama stała się jej ofiarą, umierając 6 czerwca 1709 r. Jej prochy spoczęły w kryptach pod kościołem św. Ducha, w klasztorze zobaczyć można współczesny portret Nimfy Suchońskiej autorstwa Jana Bąkowskiego z 1931 r.
Po lewej stronie od wejścia, znajduje się konfesja bł. Emanueli Kalb.   
W ołtarzu bocznym po prawej stronie znajduje się obraz Matki Boskiej z Dzieciątkiem w otoczeniu świętych, między innymi: proroka Eliasza (patrona zakonu karmelitów), proroka Elizeusza, św. Dionizego papieża, św. Cyryla oraz zakonnika z modelem tutejszego kościoła.
Ambona barokowa z początku XVIII wieku z posążkiem anioła w zwieńczeniu.

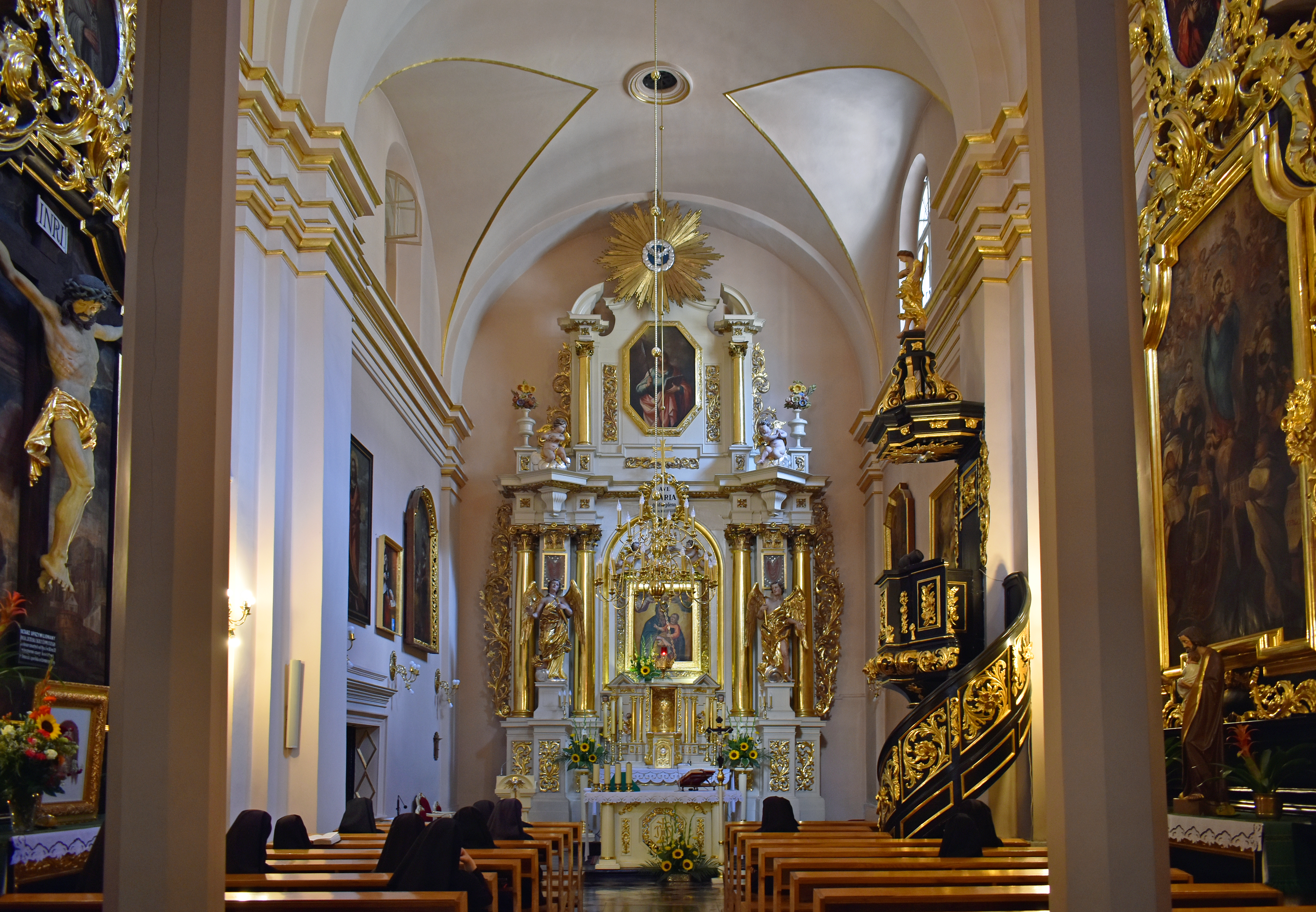
Wnętrze kościoła.
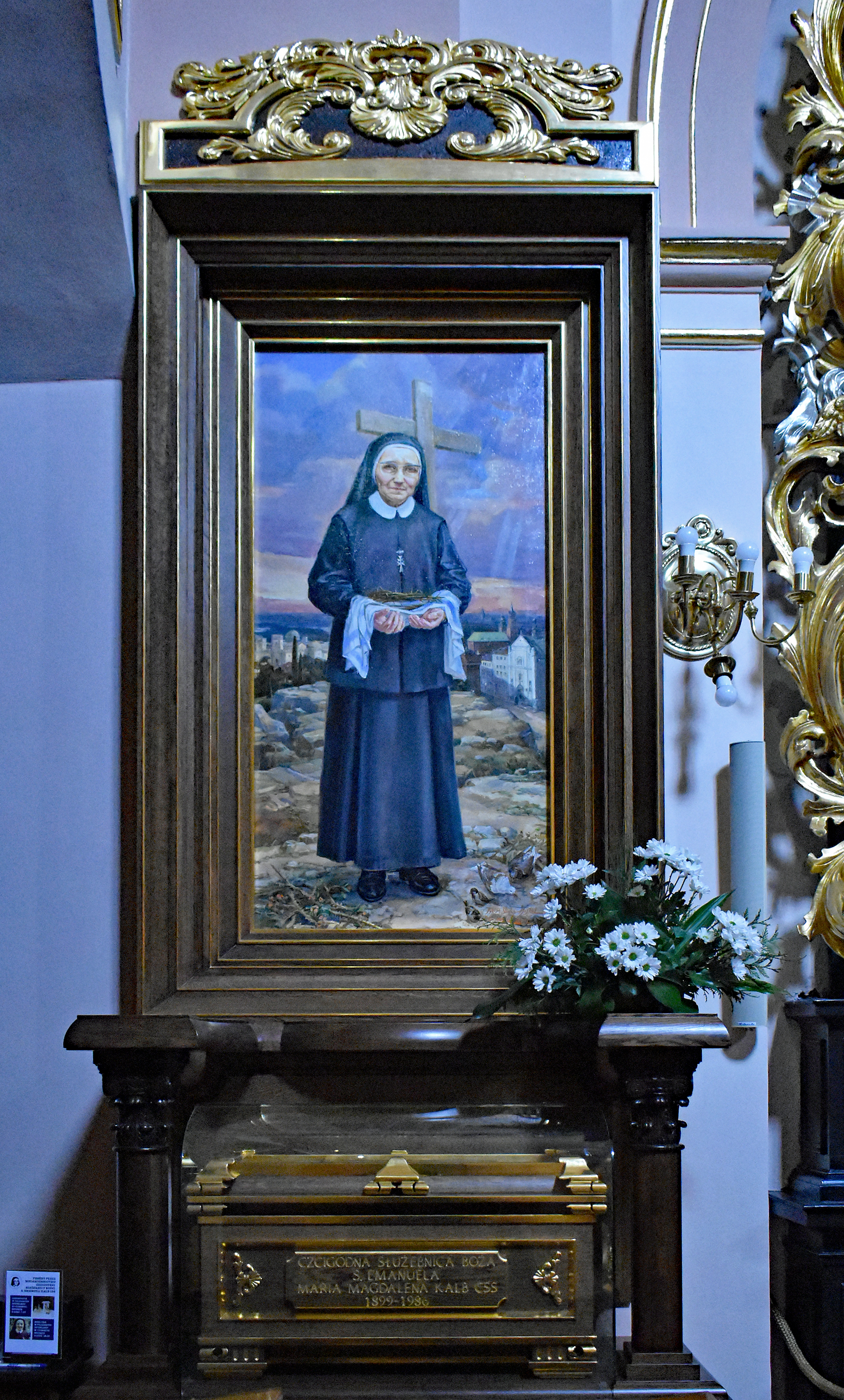
Konfesja bł. Marii Kalb.